# Macarena Ramis
Macarena Soledad Ramis Duhalde (Concepción, 21 de febrero de 1975) es una conductora de televisión chilena. Adquirió popularidad como coanimadora de Mekano en su período de mayor éxito.

## Biografía
Su debut en televisión fue en el «Clan infantil» de Sábados gigantes cuando tenía 11 años de edad. Pasaron los años y su regreso a las pantallas ocurrió en el programa de Mega, Hágase famoso, que conducía Leo Caprile.
En 1998, Ramis se presentó al concurso de belleza Miss Chile, obteniendo el segundo lugar.
Tiempo después, cambió de estación televisiva y pasó a La Red, donde participó en programas como El sótano, Amores de verano, Amores de otoño y Pub-licity. 
En 2001 llegó al programa juvenil Mekano de  Mega, donde se mantuvo por tres años junto a José Miguel Viñuela y Andrés Baile. 
En 2003 contó que estaba embarazada de su entonces novio, el futbolista Rodrigo Barrera, y a los pocos meses contrajeron matrimonio por el civil.
En su regreso a La Red destacó como panelista de Intrusos en la televisión, donde estuvo desde el primer capítulo en 2006 hasta 2011 cuando fue reubicada en el programa nocturno Así somos.
Desde 2014 se desempeña como empresaria en el rubro de la estética, aunque ha tenido algunos regresos a la televisión.

## Programas de televisión
- Clan infantil (1986)
- Sábado gigante (1986)
- Hágase famoso (1996)
- Maravillozoo (modelo)
- El sótano (1997)
- Amores de verano (1997)
- Juntémonos en Pub Licity (1997)
- Amores de otoño (1997)
- Fiesta latina (1997)
- El matinal de la tarde (2001)
- Mekano (coanimadora)
- Llámame (2005-2006)
- Intrusos en la televisión (2006-2011)
- Mediodía en Red TV (2008)
- Intrusos prime (2009)
- Así somos (2011-2013)[1]
- Mañaneros (2013-2014)
- Bellas (2017-2018)
- Pasemos las doce (2020)[2]